# Amphiascopsis waihonu
Amphiascopsis waihonu is een eenoogkreeftjessoort uit de familie van de Miraciidae. De wetenschappelijke naam van de soort is voor het eerst geldig gepubliceerd in 1986 door Hicks.